# Paavo Korhonen
Pour les articles homonymes, voir Korhonen.
Paavo Jaakko Matias Korhonen, né le 5 juin 1928 à Joutseno et mort le 29 septembre 2019, est un coureur finlandais du combiné nordique.

## Carrière
Il a participé aux Jeux olympiques de 1952, 1956 et 1960 et s’est classé respectivement quatrième, quatrième et neuvième. Aux Jeux de 1952, il a également terminé 14e à la course de ski de fond de 18 km. En 1960, il a été porte-drapeau olympique finlandais lors de la cérémonie d'ouverture. Korhonen a vécu dans sa ville natale de Joutseno, où une statue est érigée en son honneur.
Ses victoires sont le Festival de ski d'Holmenkollen en 1957 et le championnat du monde 1958.

## Palmarès

### Jeux olympiques
| Épreuve / Édition | Oslo 1952 | Cortina d'Ampezzo 1956 | Squaw Valley 1960 |
| Combiné nordique  | 4e        | 4e                     | 9e                |
| Ski de fond 18km  | 14e       |                        |                   |

### Championnats du monde
| Épreuve / Édition | Lahti 1958 |
| Combiné nordique  | Or         |